# My, Pierwsza Brygada
My, Pierwsza Brygada („Legiony”) – pieśń I Brygady Legionów Polskich, dowodzonych przez Józefa Piłsudskiego. Znana jest również pod tytułem Legiony to żołnierska nuta. Od 2007 oficjalna Pieśń Reprezentacyjna Wojska Polskiego.
Istnieje kilka wersji słów utworu.

## Historia
Melodia pieśni to melodia Marsza Kieleckiego nr 10, utworu zapisanego w śpiewniku orkiestry Kieleckiej Straży Ogniowej pod numerem 10. Prawdopodobnym jej autorem był kpt. Andrzej Brzuchal-Sikorski, który od 1905 roku był kapelmistrzem orkiestry Kieleckiej Straży Ogniowej, a potem, orkiestry I Brygady Legionów Polskich Józefa Piłsudskiego. Był on pierwszym wykonawcą i aranżerem tego utworu.
Gdy 10 września 1914 r. Andrzej Brzuchal-Sikorski z orkiestrą Kieleckiej Straży Ogniowej wstąpili w szeregi żołnierzy Józefa Piłsudskiego, Marsz Kielecki nr 10 zaczął towarzyszyć strzelcom i legionistom.
We wspomnieniach z tamtych lat oficer legionów Zygmunt Pomarański podaje:

Przed bitwą pod Łowczówkiem, na parę dni przed świętami Bożego Narodzenia 1914 roku, orkiestra nasza z ochotników, kieleckich strażaków sformowana zagrała nam Marsza, który wówczas nie był jeszcze znany. Melodia sprawiła na nas wrażenie olbrzymie, nie mieliśmy jeszcze do niej słów, a mimo to przebrzmiewająca z niej moc tonów związana z realiami nadchodzącej bitwy, była nam bliska. Pod jej wrażeniem usłyszeliśmy rozkaz dowódcy batalionu por. Stanisława Burhardt-Bukackiego – „bagnet na broń” i pod jej wrażeniem poszliśmy do ataku.

Słowa Pierwszej Brygady, do melodii Marsza Kieleckiego, powstawały żywiołowo, układane na kwaterach i w okopach. Po 1925 r. zostało ustalone, że pierwsza podstawowa wersja tekstu powstała latem 1917 r. w pociągu wiozącym internowanych legionistów do Szczypiorna i w samym obozie. Ostatecznie, w końcu lat trzydziestych, w Wojskowym Instytucie Historycznym sąd polubowny orzekł, że autorem trzech pierwszych zwrotek jest literat, pułkownik Andrzej Hałaciński, a sześciu zwrotek – oficer legionów Tadeusz Biernacki. W pierwszych latach po I wojnie światowej Andrzej Hałaciński nie przyznawał się do autorstwa słów utworu, jednak później oświadczył to publicznie i przedstawił dowody na to, że jest ich autorem.
My, Pierwsza Brygada w latach powojennych uważana była przez żołnierzy Marszałka Piłsudskiego niemal za hymn państwowy. Kiedy w latach 1926–1927 rozpoczęła się dyskusja, którą ze znanych pieśni uznać za hymn państwowy, m.in. proponowano, aby połączyć Mazurka Dąbrowskiego z Pierwszą Brygadą.
Według niektórych opinii część pieśni:

Krzyczeli, żeśmy stumanieni,

Nie wierząc nam, że chcieć – to móc!

Laliśmy krew osamotnieni,

A z nami był nasz drogi Wódz!

może nawiązywać do nieudanej próby wywołania powstania w 1914 roku w Polsce. Akcja nie spotkała się wówczas z odzewem wśród ludności i Pierwsza Kompania Kadrowa musiała się wycofać.
Postanowieniem z 23 marca 1937 minister Wyznań Religijnych i Oświecenia Publicznego Wojciech Alojzy Świętosławski ustalił jedyny odtąd obowiązujące wszystkie szkoły w Polsce tekst pieśni „Pierwsza Brygada”.
14 sierpnia 2007 Minister Obrony Narodowej swym postanowieniem uznał marsz My Pierwsza Brygada za Pieśń Reprezentacyjną Wojska Polskiego.

## Wykonania
Pieśń była kanwą do powstania innych utworów o charakterze wojskowym, którymi były „Marsz 3 Batalionu strzelców” 3 batalionu Strzelców Sanockich (ok. 1918-1919), pieśń polskich marynarzy wojskowych (ok. 1923).
Utwór był także wykorzystywany w produkcjach filmowych.